# Westerveld (natuurgebied)
Westerveld is een natuurgebied van het Goois Natuurreservaat bij Hilversum. Het rechthoekige gebied ligt op de hoek van de Larenseweg (N525) en de Erfgooierstraat en grenst aan de Westerheide.